# Schwalbenwurzen
Die Pflanzengattung Schwalbenwurzen (Vincetoxicum) gehört zur Unterfamilie Seidenpflanzengewächse (Asclepiadoideae) in der Familie der Hundsgiftgewächse (Apocynaceae). Der botanische Gattungsname leitet sich aus den lateinischen Wörtern vincere für siegen, besiegen und toxicum für Gift ab, dies bezieht sich auf die angebliche Wirkung des Pflanzensaftes als Antidot gegen Schlangengifte.

## Beschreibung

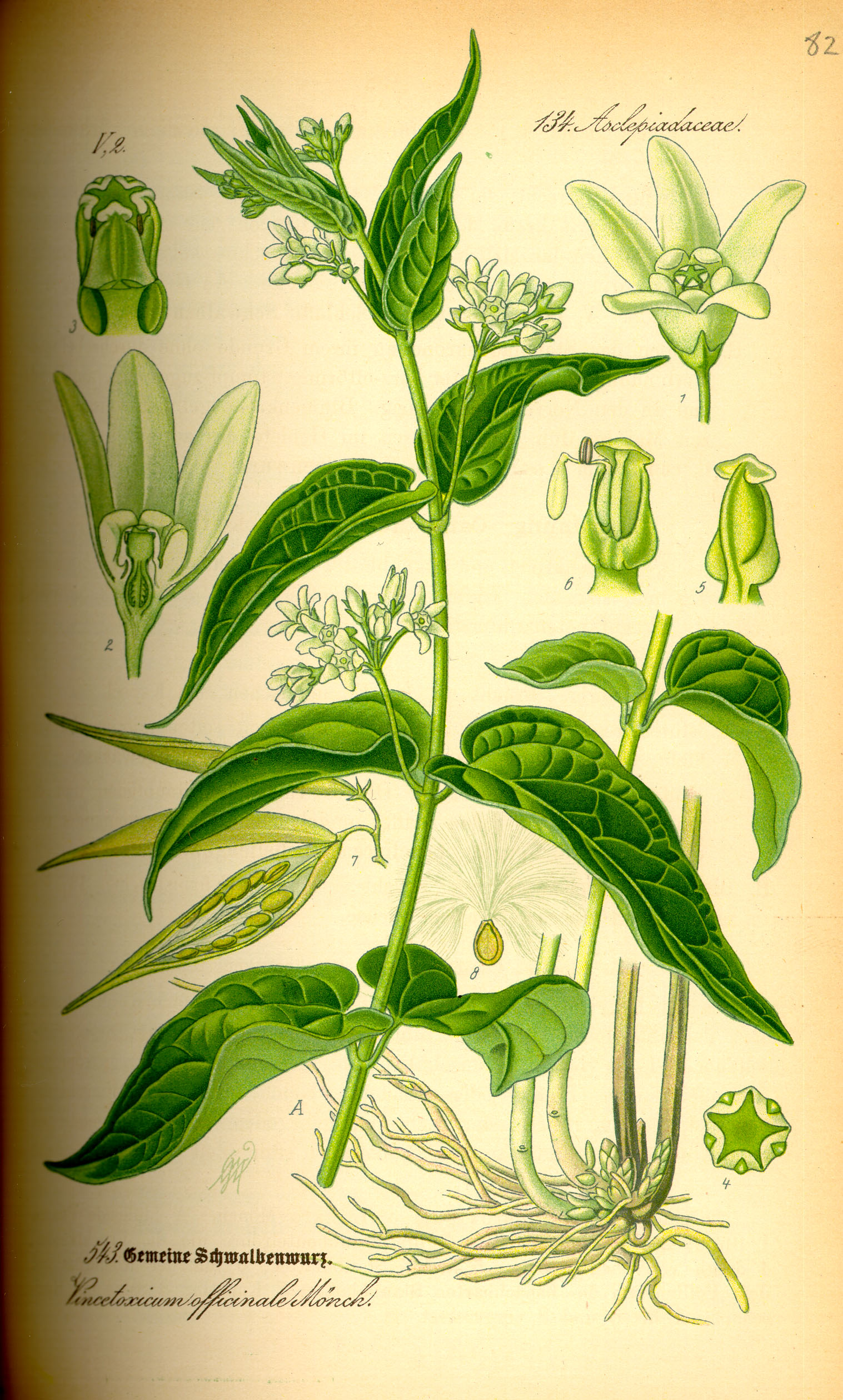
Illustration der Weißen Schwalbenwurz (Vincetoxicum hirundinaria)

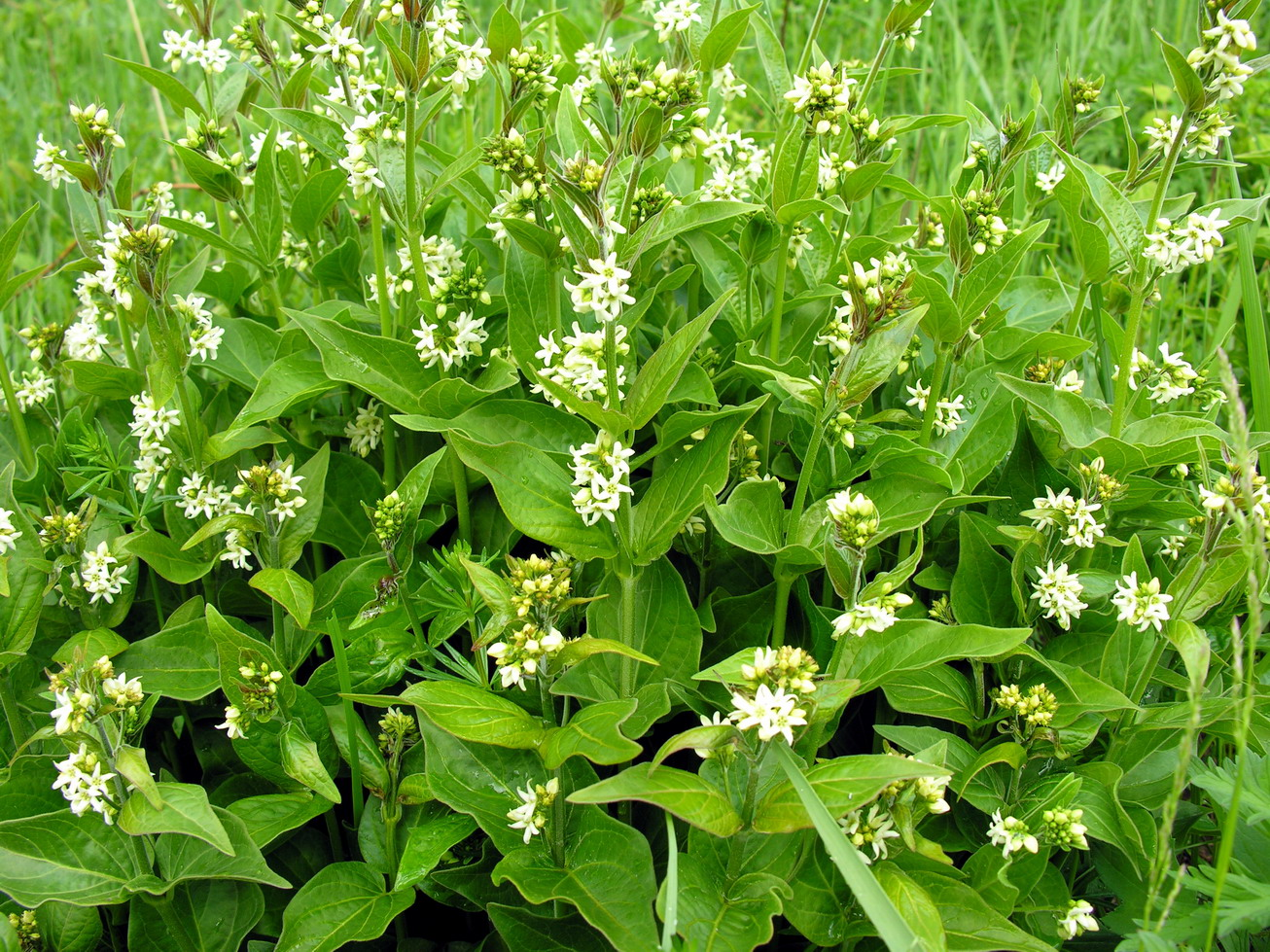
Habitus und Blüten der Weißen Schwalbenwurz (Vincetoxicum hirundinaria) mit gegenständigen Laubblättern

### Vegetative Merkmale
Vincetoxicum-Arten wachsen als wenig verzweigte selten Sträucher, meist Halbsträucher oder ausdauernde krautige Pflanzen, die selbständig aufrecht oder kletternd wachsen und Wuchshöhen von 40 bis 100, selten bis 200 Zentimetern erreichen. Viele Arten bilden Rhizome als Überdauerungsorgane. Die Pflanzen enthalten einen farblosen Milchsaft. Auch bei den verholzenden Arten ist meist der größte Teil der oberirdischen Pflanzenteile nur einjährig und unbehaart bis flaumig behaart.
Die meist gegenständig angeordneten Laubblätter sind mindestens kurz gestielt. Die einfachen, krautigen bis papierartigen Blattspreiten sind eiförmig bis etwas herzförmig, 5 bis 10 Zentimeter lang und 2 bis 8 Zentimeter breit. Die Blattränder sind bewimpert.

### Blütenstände und Blüten
Die in den Internodien entspringenden, gelegentlich paarigen, verzweigten Gesamtblütenstände sind meist kürzer als die nahe stehenden Blätter und aus unterschiedlich aufgebauten Teilblütenständen zusammengesetzt; sie umfassen 5 bis zu 20 Blüten. Blütenstandsschäfte und Blütenstiele sind etwa gleich lang und beide entweder glatt oder flaumig behaart.
Die meist relativ kleinen, radiärsymmetrischen, zwittrigen, fünfzähligen Blüten enthalten Nektar. Die fünf einfarbig gelblich cremefarbenen bis violett-bräunlichen Kelchblätter weisen eine Länge von 2,5 bis 6 Millimeter auf und sind bis höchstens der Hälfte ihrer Länge verwachsen. Die Kelchröhre ist länger als die Kronröhre. Die Kronlappen sind ausgebreitet bis zurückgebogen. Die aus staminalen und interstaminalen Teilen verwachsene, fleischige Nebenkrone ist höchstens gleich hoch wie das nur kurz gestielt bis sitzend „Gynostegium“. Die Farben der Nebenkrone reichen von weiß über elfenbeinfarben bis gelb und von rosafarben bis purpurrot. Die staminalen sind länger und dicker als die interstaminalen Teile. Die hängenden Pollinien sind ei- bis kugelförmig oder länglich. Der cremefarbene oder grüne Narbenkopf ist flach bis hervorgehoben.

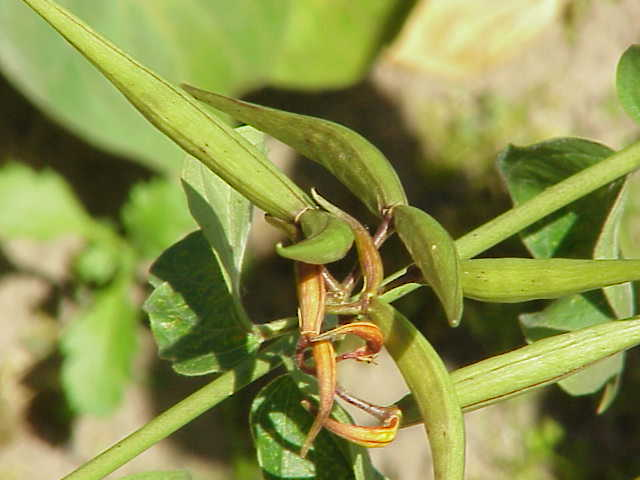
Die paarweise sich gegenüberstehenden Balgfrüchte der Weißen Schwalbenwurz (Vincetoxicum hirundinaria)

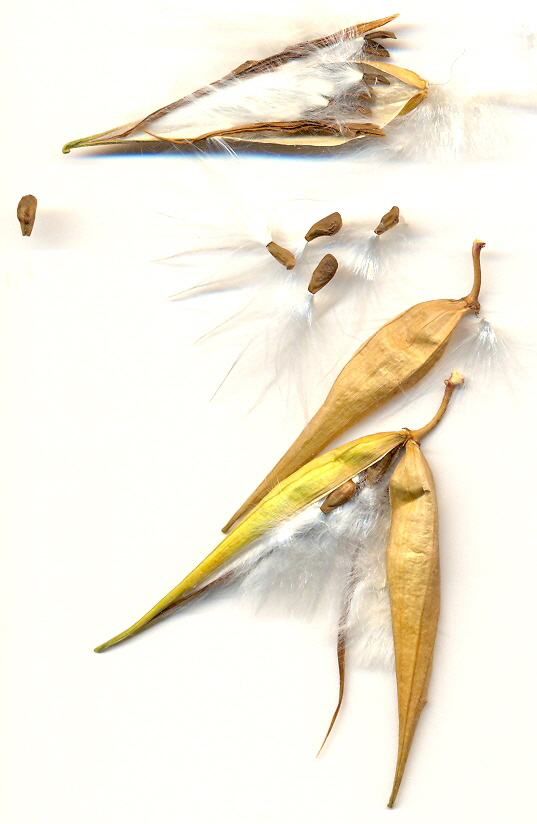
Offene Balgfrüchte und Samen der Weißen Schwalbenwurz (Vincetoxicum hirundinaria)

### Früchte und Samen
Meist entsteht nur eine Balgfrucht pro Blüte, aber sie stehen aufrecht, horizontal bis hängend oft paarig zusammen. Die unbehaarten, hellbraunen Balgfrüchte weisen eine Länge von 6 bis 9 cm und einen Durchmesser von 5 bis 8 Millimeter auf, sind spindel- bis bleistiftförmig, mit einer schnabeligen Spitze, ungeflügelt und longitudinal gerillt, mit dünnem Perikarp. Die hell- bis mittelbraunen Samen sind eiförmig, 4 bis 8 Millimeter lang, 2,5 bis 3,5 Millimeter breit und besitzen an den Rändern 0,2 bis 0,3 Millimeter Flügel mit einem glatten Rand und Flughaare.

### Chromosomenzahlen
Die Chromosomengrundzahl beträgt x = 11.

## Ökologie
Als Diasporen dienen die Samen und die Ausbreitung erfolgt durch den Wind.

## Inhaltsstoffe
Sie enthalten Alkaloide, Seco- und Disecopregnane.

## Systematik, botanische Geschicht und Verbreitung
Der Gattungsname Vincetoxicum wurde 1776 von Nathanael Matthäus von Wolf in Genera Plantarum, S. 130 erstveröffentlicht. Die Veröffentlichung von Thomas Walter in Flora Caroliniana, secundum …, 13, S. 104 erfolgte erst 1788. Typusart ist Vincetoxicum hirundinaria Medik.
Die Gattung Vincetoxicum kommt nur in der Alten Welt in weiten Teilen Eurasiens vor. Sie gedeihen je nach Art an sonnigen Waldrändern, in xerophytischer Vegetation, Trockengebieten Zentralasiens, felsigen Hängen, Schluchten oder Steppen.
Die Gattung Vincetoxicum gehört zur Subtribus Tylophorinae (K.Schum.) Liede aus der Tribus Asclepiadeae in der Unterfamilie Asclepiadoideae innerhalb der Familie der Apocynaceae. Manchmal werden alle Arten als Sektion Cynanchum sect. Vincetoxicum (Wolf) Tsiang & P.T.Li in die Gattung Cynanchum L. gestellt. Vincetoxicum ist am nächsten mit Tylophora R.Br. verwandt. Synonyme für Vincetoxicum Wolf sind: Alexitoxicon St.-Lag., Antitoxicum Pobed., Pentabothra Hook. f., Pycnostelma Bunge ex Decne.
Die Verwandtschaftsgruppe rund um Vincetoxicum innerhalb Subtribus Tylophorinae wurde lange kontrovers diskutiert. 2018 wurde die Gattung Vincetoxicum deutlich erweitert. Bei Liede-Schumann et al. 2018 sind die Synonyme für Vincetoxicum Wolf s. l.: Alexitoxicon St.-Lag. nom. superfl., Amblyoglossum Turcz., Antitoxicum Pobed., Belostemma Wall. ex Wight, Biondia Schltr., Blyttia Arn., Diploglossum Meisn., Diplostigma K.Schum., Goydera Liede, Haplostemma Endl. nom. superfl., Henrya Hemsl. nom. illeg., Henryastrum Happ, Homolostyles Wall., Hoyopsis H.Lév., Hybanthera Endl., Iphisia Wight & Arn., Ischnostemma King & Gamble, Merrillanthus Chun & Tsiang, Microstephanus N.E.Br., Nanostelma Baill., Neohenrya Hemsl. nom. superfl., Oncostemma K.Schum., Pentabothra Hook. f., Pentastelma Y.Tsiang & P.T.Li, Pleurostelma Baill., Podostelma K.Schum., Pseudopentatropis Costantin, Pycnostelma Bunge ex Decne., Rhodostegiella (Pobed.) C.Y.Wu & D.Z.Li, Rhyncharrhena F.Muell., Sphaerocodon Benth., Spirella Costantin, Tylophora R.Br., Tylophoropsis N.E.Br., Vincetoxicopsis Costantin.

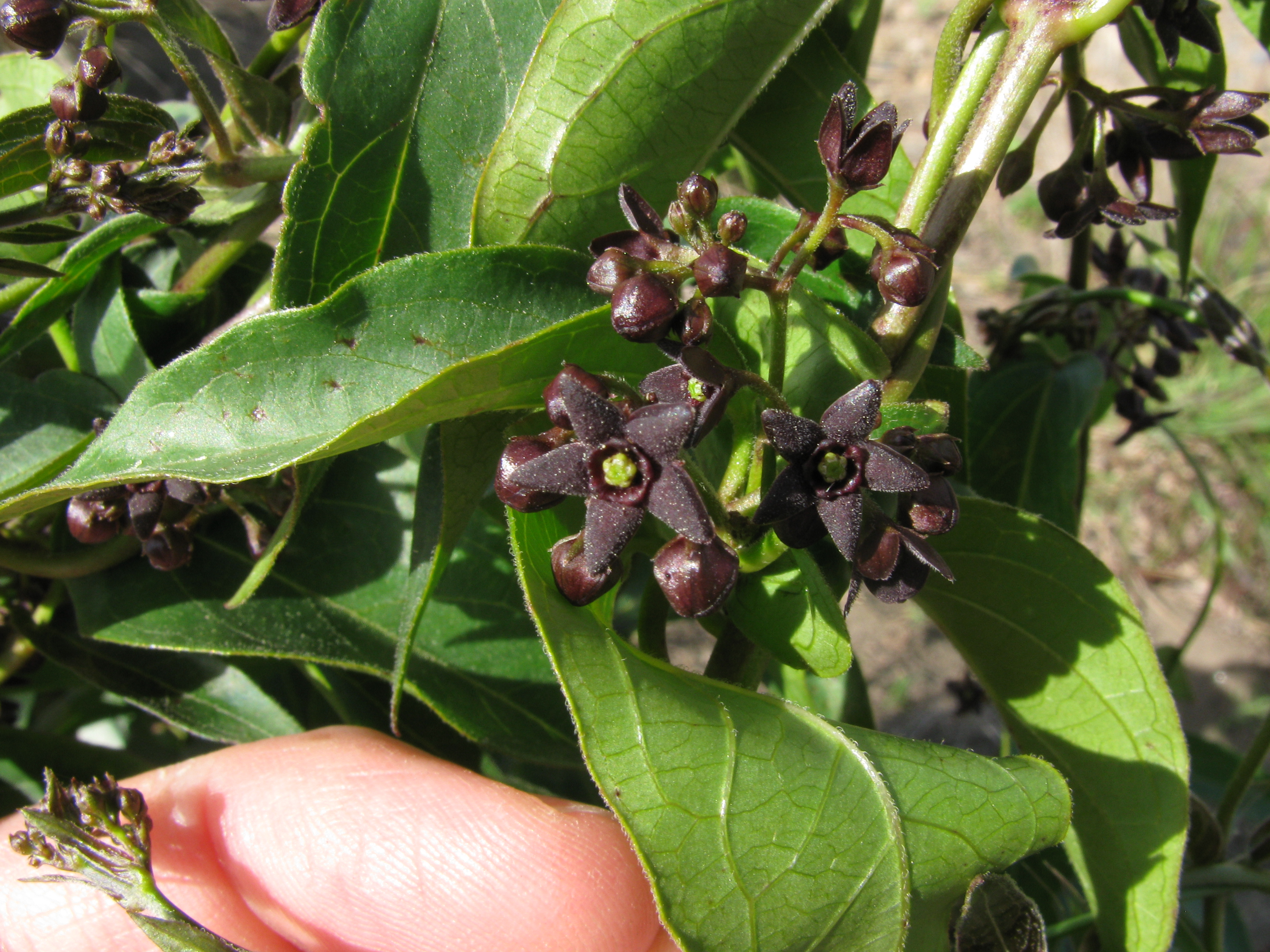
Blütenstand der Schwarzen Schwalbenwurz (Vincetoxicum nigrum)

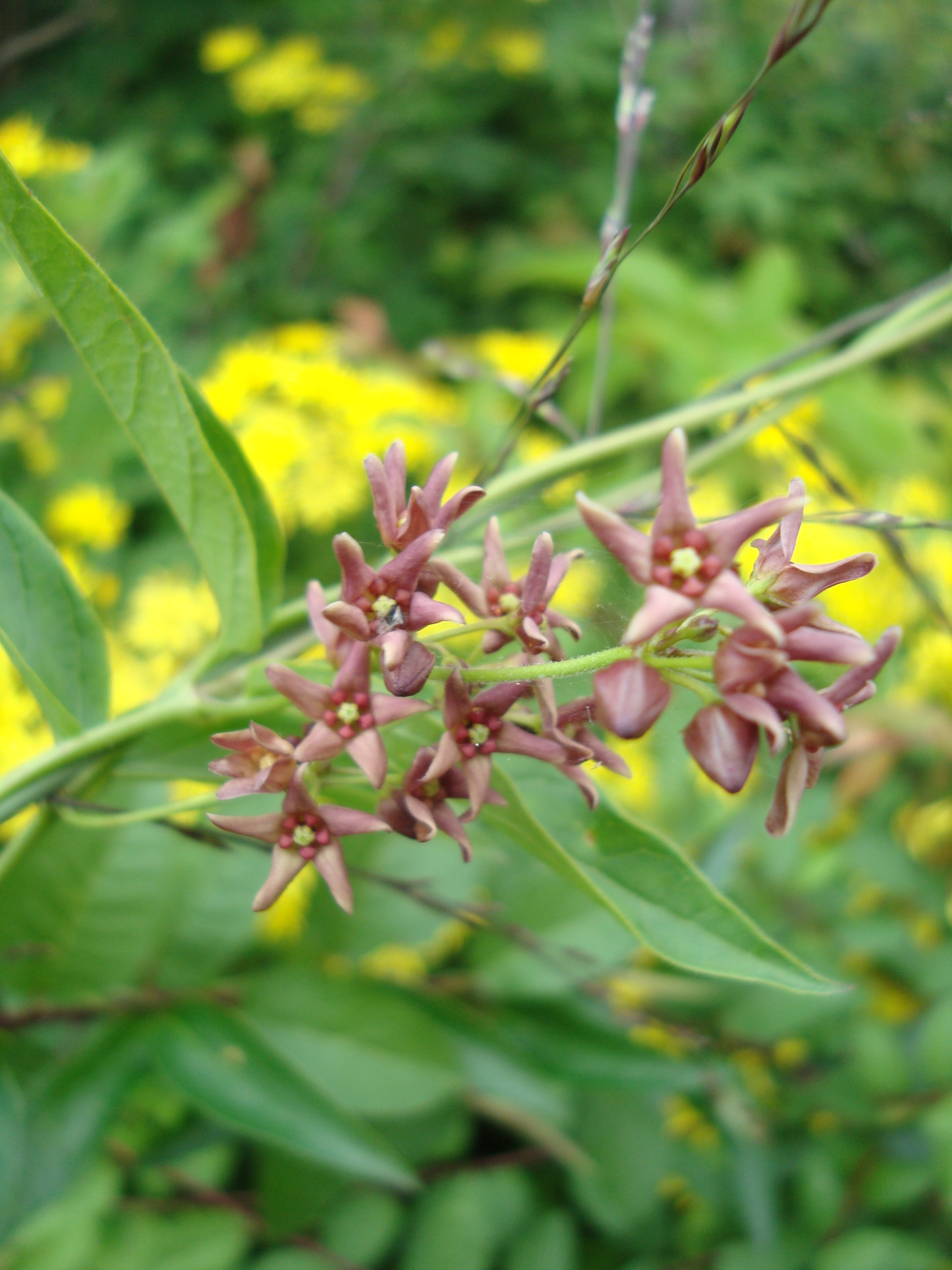
Blütenstand von Vincetoxicum rossicum

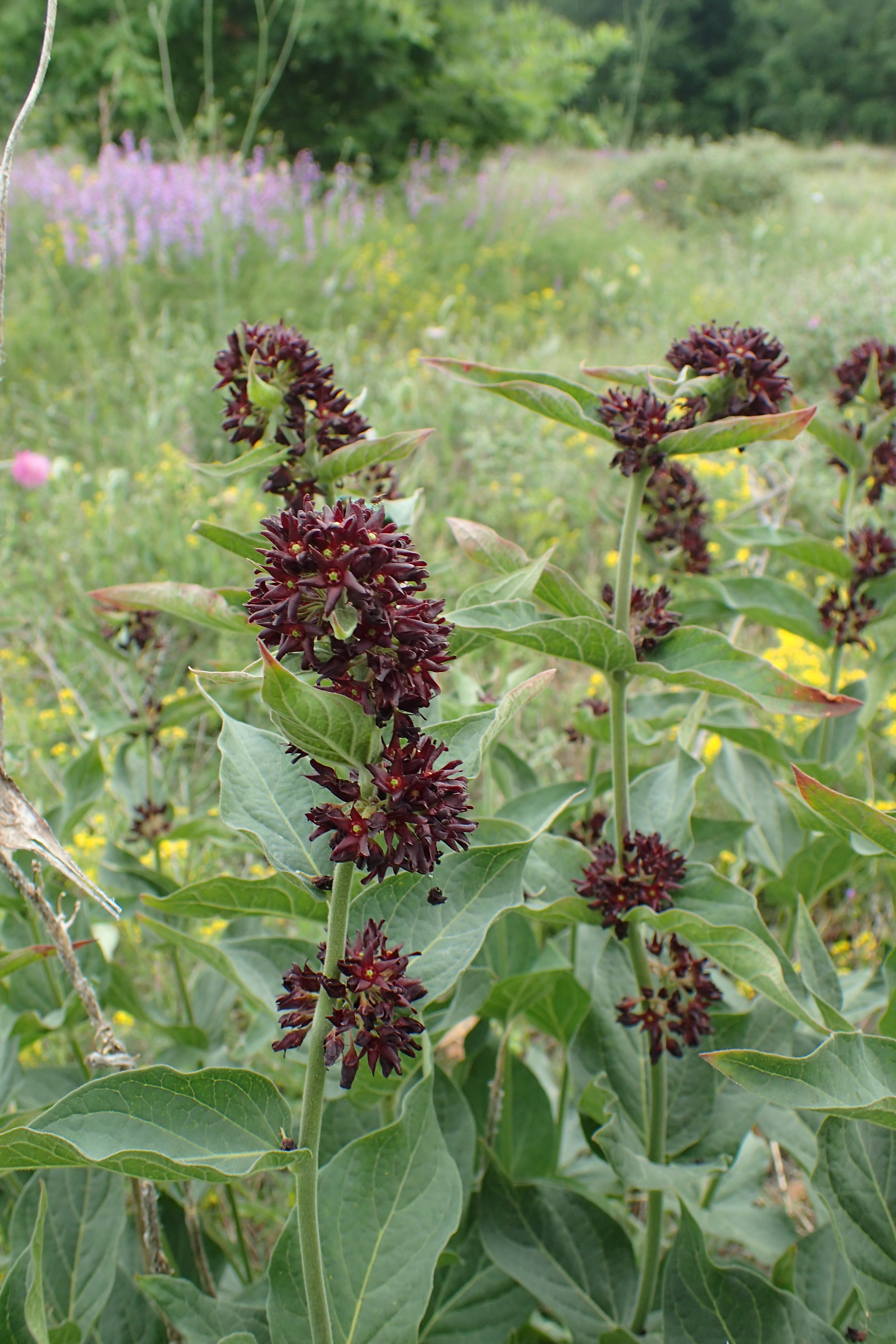
Vincetoxicum speciosum

Es gibt je nach Autor 20 bis 119, seit 2018 etwa 301 Vincetoxicum-Arten. Hier eine Auswahl:
- Vincetoxicum ambiguum Maxim.[5]
- Vincetoxicum amplexicaule Sieb. & Zucc.: Sie ist in China, Japan, in Russlands Fernem Osten und Korea verbreitet.[5]
- Vincetoxicum angustifolium (Schltr.) Meve & Liede[5]
- Vincetoxicum anomalum (N.E.Br.) Meve & Liede[5]
- Vincetoxicum anthopotamicum (Hand.-Mazz.) Meve & Liede[5]
- Vincetoxicum apiculatum (K.Schum.) Meve & Liede[5]
- Vincetoxicum arnottianum (Wight) Wight:[5] Sie gedeiht in Höhenlagen von 750 bis 2800 Metern nur im westlichen Himalaja: im westlichen Pakistan in Hazara sowie Azad Jammu, in Kaschmir und im indischen Bundesstaat Himachal Pradesh vor. Ihre Fundorte sind weit voneinander entfernt und die Populationen sind meist kleiner als 100 blühfähige Exemplare, deshalb gilt sie als NT = „Near Threatened“ = „potenziell gefährdet“.[6]
- Vincetoxicum ascyrifolium Franch. & Sav.[5]
- Vincetoxicum assadii Zaeifi[5]
- Vincetoxicum atratum (Bunge) C.Morren & Decne.: Sie ist weit verbreitet in China, Japan, Korea und Russlands Fernem Osten.[5]
- Vincetoxicum balakrishnanii (P.M.Salim & J.Mathew) Kottaim.[5]
- Vincetoxicum biglandulosum (Endl.) Kuntze[5]
- Vincetoxicum bilobatum (P.I.Forst.) Meve & Liede[5]
- Vincetoxicum cabulicum (Bornm.) Bornm. ex S.A. Shah: Dieser Endemit gedeiht in Höhenlagen von 1500 bis 2800 Metern im nördlichen Afghanistan; es sind nur wenige Fundorte bekannt.[6]
- Vincetoxicum caffrum (Meisn.) Kuntze[5]
- Vincetoxicum cambodiense Meve & Liede[5]
- Vincetoxicum cardiostephanum (Rech. f.) Rech. f.:[5] Sie gedeiht in Höhenlagen von 2100 bis 2200 Metern nur im östlichen Afghanistan an einem Fundort Chost in der Nähe des Kurram-Tal und von zwei Fundorten in Shalozan sowie Kurram-Tal im nordwestlichen Pakistan vor.[6]
- Vincetoxicum canescens (Willd.) Decne.: Sie kommt in zwei Unterarten im östlichen Mittelmeerraum vor.[5]
- Vincetoxicum carnosum (R.Br.) Benth.[5]
- Vincetoxicum cernuum (Decne.) Meve & Liede[5]
- Vincetoxicum chekiangense (M.Cheng) C.Y.Wu & D.Z.Li:[5] Sie gedeiht in feuchten Gebüschen und Tälern in den chinesischen Provinzen Guangdong, Henan, Hubei, Hunan und Zhejiang.
- Vincetoxicum chinense S.Moore[5]
- Vincetoxicum cinerascens (R.Br.) Meve & Liede[5]
- Vincetoxicum coddii (Bullock) Meve & Liede[5]
- Vincetoxicum coriaceum (Schltr.) Meve & Liede[5]
- Vincetoxicum crassifolium (Zipp. ex Decne.) Kuntze[5]
- Vincetoxicum creticum Browicz: Dieser Endemit kommt nur Kreta vor.[5]
- Vincetoxicum dahomense (K.Schum.) Meve & Liede[5]
- Vincetoxicum darvasicum B.Fedtsch.[5]
- Vincetoxicum dionysiense Mouterde[5]
- Vincetoxicum diplostigma Meve & Liede[5]
- Vincetoxicum elmeri (Schltr.) Meve & Liede[5]
- Vincetoxicum emeiense Si Y.Zeng & Q.Y.Yang[5]
- Vincetoxicum erectum (F.Muell. ex Benth.) Kuntze[5]
- Vincetoxicum flanaganii (Schltr.) Meve & Liede[5]
- Vincetoxicum flavum Ostapko[5]
- Vincetoxicum fleckii (Schltr.) Meve & Liede[5]
- Vincetoxicum flexuosum (R.Br.) Kuntze[5]
- Vincetoxicum forrestii (Schltr.) C.Y.Wu & D.Z.Li:[5] Sie gedeiht auf alpinen Gebieten, Grassavannen und feuchten Wiesen in Höhenlagen von 1000 bis 5000 Metern in Tibel und in den chinesischen Provinzen Gansu, Guizhou, Sichuan sowie Yunnan.
- Vincetoxicum funebre Boiss. & Kotschy: Sie kommt im zentralen Griechenland und von der nordöstlichen Türkei bis zum nördlichen Iran vor.[5]
- Vincetoxicum gilbertii Meve & Liede[5]
- Vincetoxicum glabriflorum (Warb.) Meve & Liede[5]
- Vincetoxicum glaucescens (Decne.) C.Y.Wu & D.Z.Li[5]
- Vincetoxicum glaucum (Wall. ex Wight) Rech. f.[5] (Syn.: Cynanchum glaucum Wall. ex Wight, Vincetoxicum hirundinaria subsp. glaucum (Wall. ex Wight) H. Hara): Es gibt eine Verwirrung in der Taxonomie und viele in anderen Quellen erwähnte Gebiete gehören beispielsweise seit 2021 zu Vincetoxicum subcanescens S.A.Shah & A.Sultan.[6] Sie gedeiht in Höhenlagen oberhalb von 2000 Metern im östlichen Himalaja nur in Indien sowie Nepal. Es sind nur wenige Fundorte bekannt und es müsste ein Monitoring erfolgen.[6]
- Vincetoxicum govanii (Wight & Arn.) Meve & Liede[5]
- Vincetoxicum grandiflorum (R.Br.) Kuntze[5]
- Vincetoxicum hainanense (Chun & Tsiang) Meve, H.H.Kong & Liede[5]
- Vincetoxicum himalaicum (Hook. f.) Kuntze[5]
- Vincetoxicum hirsutum (Wall.) Kuntze[5]
- Weiße Schwalbenwurz oder Gemeine Schwalbenwurz (Vincetoxicum hirundinaria Medik., Syn.: Asclepias vincetoxicum L., Cynanchum vincetoxicum (L.) Pers., Vincetoxicum officinale Moench): Sie ist weit verbreitet in Eurasien, besonders auf Kalkböden. In Nordamerika ist sie ein Neophyt. Es gibt je nach Autor etwa elf Unterarten.[5]
- Vincetoxicum hoyoense T.Yamash.[5]
- Vincetoxicum hui (Tsiang) Meve & Liede[5]
- Vincetoxicum huteri Vis. & Asch.[5]
- Vincetoxicum inamoenum Maxim.: Sie ist in China, in Tibet, Japan, Korea und Russlands Fernem Osten verbreitet.[5]
- Vincetoxicum indicum (Burm. f.) Mabb.[5]
- Vincetoxicum inhambanense (Schltr.) Meve & Liede[5]
- Vincetoxicum iringensis (Markgr.) Goyder[5]
- Vincetoxicum irrawadense Kuntze[5]
- Vincetoxicum izuense T.Yamash.[5]
- Vincetoxicum japonicum C.Morren & Decne.[5]
- Vincetoxicum josephrockii Meve & Liede[5]
- Vincetoxicum juzepczukii (Pobed.) Privalova[5]
- Vincetoxicum kenouriense (Wight) Wight (Syn.: Cynanchum kenouriense Wight)[6]
- Vincetoxicum krameri Franch. & Sav.[5]
- Vincetoxicum lenifolium S.A.Shah[5]
- Vincetoxicum leptanthum (Tsiang) Meve & Liede[5]
- Vincetoxicum liebianum (F.Muell.) Liede[5]
- Vincetoxicum linifolium Balf. f.:[5] Sie wurde 2021 erstbeschrieben.[6]
- Vincetoxicum longipes (Turcz.) Meve & Liede[5]
- Vincetoxicum lugardiae (Bullock) Meve & Liede[5]
- Vincetoxicum luridum Stocks ex S.A.Shah[5][6]
- Vincetoxicum macrophyllum Siebold & Zucc.[5]
- Vincetoxicum miquelianum Kuntze[5]
- Vincetoxicum mongolicum Maxim.:[5] Sie gedeiht in Gebirgen und Sandgebieten in Höhenlagen von 0 bis 3000 Metern in der Inneren Mongolei und in den chinesischen Provinzen Gansu, Hebei, Ningxia, Qinghai, Shaanxi, Shanxi sowie Sichuan.
- Vincetoxicum monticola Goyder[5]
- Vincetoxicum mozaffarianii Zaeifi[5]
- Vincetoxicum mukdenense Kitag. (Syn.: Vincetoxicum pycnostelma Kitag.): Sie kommt vom südlichen Sibirien bis zum gemäßigten Ostasien und China vor.[5]
- Vincetoxicum nanum (Buch.-Ham. ex Wight) Liede[5]
- Vincetoxicum nicobaricum (Murugan & M.Y.Kamble) Meve & Liede[5]
- Schwarze Schwalbenwurz (Vincetoxicum nigrum (L.) Moench): Sie kommt vom südwestlichen Europa bis Italien vor.[5]
- Vincetoxicum oligophyllum (Tsiang) Meve & Liede[5]
- Vincetoxicum oshimae (Hayata) Meve & Liede[5]
- Vincetoxicum pannonicum (Borhidi) Holub[5]
- Vincetoxicum parviflorum Decne.[5]
- Vincetoxicum petrense (Hemsl. & Lace) Rech. f.[5]
- Vincetoxicum philippicum Meve, Omlor & Liede[5]
- Vincetoxicum pierrei (Costantin) Meve & Liede[5]
- Vincetoxicum pilosellum Meve & Liede[5]
- Vincetoxicum pingshanicum (M.G.Gilbert & P.T.Li) Liede[5]
- Vincetoxicum potamophilum A.Kidyoo[5]
- Vincetoxicum pumilum Decne.[5]
- Vincetoxicum raddeanum Albov[5]
- Vincetoxicum rechingeri (Schltr.) Meve & Liede[5]
- Vincetoxicum rehmannii Boiss.[5]
- Vincetoxicum robinsonii (Costantin) Meve & Liede[5]
- Vincetoxicum rossicum (Kleopow) Barbar.: Sie kommt in der Ukraine und im südöstlichen europäischen Russland vor und ist in Kanada und in den USA ein Neophyt.[3][5]
- Vincetoxicum sakesarense Ali & S.Khatoon:[5] Dieser Endemit ist nur von seinem Typusstandort in den Sakesar Hügeln im Soon Sakesar Tal in einer Höhenlage von maximal 1500 Metern im pakistanischen Distrikt Sargodha im nördlichen Teil der pakistanischen Provinz Punjab bekannt. Sie gilt als CR = „Critically Endangered“ = „vom Aussterben bedroht“ da nur zwei Fundorte bekannt sind, dieses Gebiet ist allerdings aus Sicherheitsgründen geschützt.[6]
- Vincetoxicum sarasinorum (Warb.) Meve & Liede[5]
- Vincetoxicum scandens Sommier & Levier[5]
- Vincetoxicum schmalhausenii (Kusn.) Litv.[5]
- Vincetoxicum schneideri Meve & Liede[5]
- Vincetoxicum setosum (Schltr.) Meve & Liede[5]
- Vincetoxicum shaanxiense Meve & Liede[5]
- Vincetoxicum siamicum A.Kidyoo[5]
- Vincetoxicum sieboldii Franch. & Sav.[5]
- Vincetoxicum silvestre (Tsiang) Meve & Liede[5]
- Vincetoxicum sootepense (Craib) A.Kidyoo[5]
- Vincetoxicum speciosum Boiss. & Spruner: Sie kommt von Südosteuropa bis in die nordwestliche Türkei vor.[5]
- Vincetoxicum spirale (Forssk.) D.Z.Li[5]
- Vincetoxicum splendidum (P.I.Forst.) Meve & Liede[5]
- Vincetoxicum stauntonii (Decne.) C.Y.Wu & D.Z.Li: Sie gedeiht in niedrigen bis mittleren Höhenlagen in den chinesischen Provinzen Anhui, Fujian, Gansu, Guangdong, Guangxi, Guizhou, Hunan, Jiangsu, Jiangxi, Yunnan und Zhejiang.[3]
- Vincetoxicum stauropolitanum Pobed.[5]
- Vincetoxicum stenophyllum (Hemsl.) Kuntze[5]
- Vincetoxicum stewartianum S.A.Shah:[5] Sie wurde 2021 erstbeschrieben. Das wenige bekannte Herbarmaterial stammt aus den Bergen in Höhenlagen 6000 bis 7000 Metern im östlichen Himalaja aus Indien. Mit dieser zu geringe Datenlagen ist keine Aussage zu Gesamtverbreitungsgebiet und Gefährdung möglich. Vielleicht gibt es nur den Typusfundort im indischen Uttarakhand.[6]
- Vincetoxicum stocksii Ali & Khatoon:[5] Dieser Endemit des südwestlichen Pakistan kommt nur in den Distrikten Zhob sowie Qilla Saifullah des nordöstlichen Teils der pakistanischen Provinz Balochistan vor. Sie gedeiht in Höhenlagen von 1300 bis 2100 Metern in der Sandbank einiger Fließgewässer in Ablagerung (Fluviatiles Sediment) sehr unterschiedlicher Korngrößen. Da die Populationen voneinander isoliert sind und die Habitate starken Einflüssen unterliegen gilt diese Art als VU = „Vulnerable“ = „gefährdet“.[6]
- Vincetoxicum strigosum A.Kidyoo[5]
- Vincetoxicum stylesii Meve, Heiduk & Liede[5]
- Vincetoxicum subcanescens S.A.Shah & A.Sultan:[5] Sie wurde 2021 erstbeschrieben. Herbarbelege, die zu dieser neuen Art gehören wurden bisher Vincetoxicum canescens oder Vincetoxicum glaucum eingeordnet. Sie gedeiht auf offenen Hängen auf lehmigen bis steinigen Untergrund in Höhenlagen von 1600 bis 2800 Metern. Sie kommt in Tibet, Ladakh und in den pakistanischen Gebieten Chitral, Dir, Swat sowie Gilgit-Baltistan vor. Obwohl die Fundort sehr voneinander isoliert sind, gilt diese Art als LC = „Least Concern“ = „nicht gefährdet“.[6]
- Vincetoxicum svetlanae Ostapko[5]
- Vincetoxicum sylvaticum (Decne.) Kuntze[5]
- Vincetoxicum taiwanense (Hatus.) T.C.Hsu[5]
- Vincetoxicum tanakae (Maxim.) Franch. & Sav.[5]
- Vincetoxicum tengii (Tsiang) Meve & Liede[5]
- Vincetoxicum tmoleum Boiss.[5]
- Vincetoxicum tsaii Meve & Liede[5]
- Vincetoxicum tsiangii (P.T.Li) P.T.Li[5]
- Vincetoxicum tsiukowense (M.G.Gilbert & P.T.Li) Meve & Liede[5]
- Vincetoxicum tylophoroides (Costantin) Meve & Liede[5]
- Vincetoxicum ucrainicum Ostapko[5]
- Vincetoxicum uncinatum (M.G.Gilbert & P.T.Li) Meve & Liede[5]
- Vincetoxicum utriculosum (Costantin) Liede[5]
- Vincetoxicum versicolor (Bunge) Decne.:[5] Sie gedeiht in Gebüschen und an Flussläufen in Höhenlagen von 0 bis 800 Metern in den chinesischen Provinzen Hebei, Henan, Hubei, Hunan, Jiangsu, Jilin, Liaoning, Shandong, Sichuan und Zhejiang.
- Vincetoxicum villosum (Blume) Kuntze[5]
- Vincetoxicum volubile Maxim.[5]
- Vincetoxicum woollsii (Benth.) Kuntze[5]
- Vincetoxicum xinpingense H.Peng & Y.H.Wang[5]
- Vincetoxicum yamanakae (Ohwi & H.Ohashi) H.Ohashi[5]
- Vincetoxicum yonakuniense (Hatus.) T.Yamash. & Tateishi[5]
- Vincetoxicum yunnanense (Schltr.) Meve & Liede[5]

Nicht mehr zu dieser Gattung gehören:
- Vincetoxicum alabamense Vail → Matelea alabamensis (Vail) Woodson
- Vincetoxicum gonocarpos Walter → Gonolobus suberosus (L.) R.Br.
- Vincetoxicum leptocladum Decne. → Metastelma leptocladum (Decne.) Schltr.
- Vincetoxicum petiolare (A.Gray) Standl. → Gonolobus petiolaris A.Gray
- Vincetoxicum sibiricum (L.) Decne. → Cynanchum thesioides (Freyn) K.Schum.
- Vincetoxicum thesioides Freyn → Cynanchum thesioides (Freyn) K.Schum.

## Nutzung
Die medizinischen Wirkungen einiger Arten wurden untersucht. Beachte: die meisten Pflanzenteile vieler Arten sind giftig.